# Yōsuke Ikehata
Yōsuke Ikehata (jap. 池端 陽介 Ikehata Yōsuke; ur. 7 czerwca 1979) – japoński piłkarz występujący na pozycji obrońcy.

## Kariera klubowa
Od 1998 do 2015 roku występował w klubach Sanfrecce Hiroszima, Verdy Kawasaki, Oita Trinita, Ventforet Kōfu i Kataller Toyama.